# Schlagschatten
Der Schlagschatten (Schattenriss, Schattenbild, Standschatten, Silhouette, englisch Drop shadow, italienisch Ombra esterna) ist der Schatten, den ein Körper auf seine Standfläche oder Umgebung (auf den Boden, auf einen Schirm, eine Wand, einen anderen Gegenstand) wirft. Mehrere Faktoren beeinflussen das Aussehen des Schlagschattens.
1. Die Art der Lichtquelle beeinflusst den Schatten. Eine punktförmige oder eine als solche wirkende Lichtquelle (z. B. die Sonne) erzeugt einen scharf begrenzten Schatten. Bei einer ausgedehnten Lichtquelle, die diffuses (zerstreutes) Licht (z. B. wolkenverhangener Himmel) aussendet, entsteht ein unscharfer Schatten.[3]
2. Die Form und Beschaffenheit des Körpers spielen eine Rolle. Die Körperform spiegelt sich in mehr oder weniger verzerrter Weise im Schatten wider. Ist der Körper undurchsichtig, wird der Schatten einheitlich dunkel, ist er durchsichtig, entsteht ein mehr oder weniger dunkler, strukturierter Schatten.
3. Der Untergrund, auf den der Schatten fällt, beeinflusst die Form des Schattens. Auf einer Treppe etwa wird der Schatten zickzackförmig verzerrt.[4]
4. Der Schlagschatten gibt Aufschluss über die Position des Körpers im Raum. Steht der Körper auf dem Boden oder ist er an der Wand befestigt, nimmt der Schatten seinen Ausgangspunkt direkt am Körper. Schwebt der Körper über dem Boden, entsteht der Schatten auf dem Boden in einiger Entfernung vom Körper.

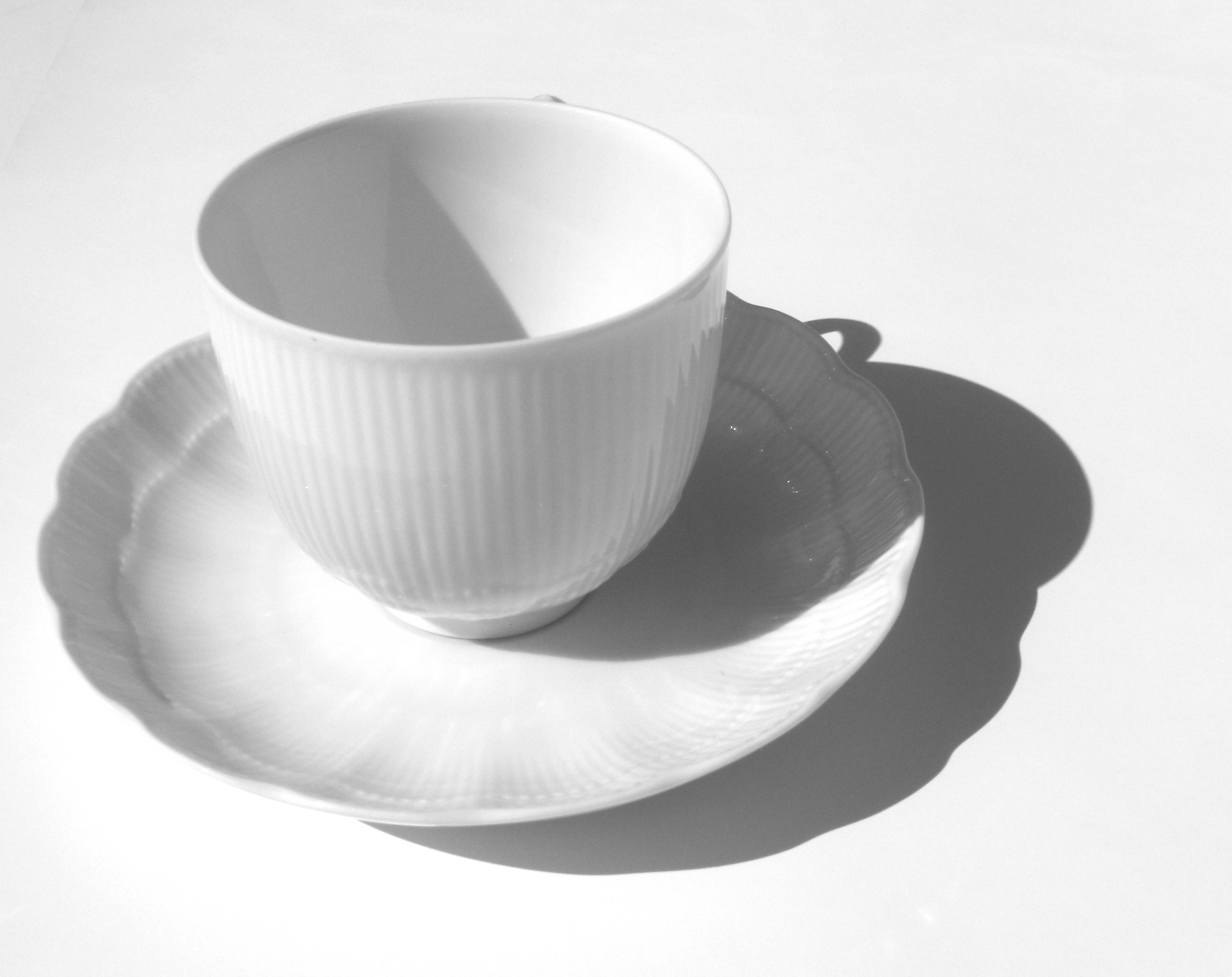
1. a) Eine punktförmige Lichtquelle (z. B. die Sonne) erzeugt einen scharf begrenzten Schlagschatten.
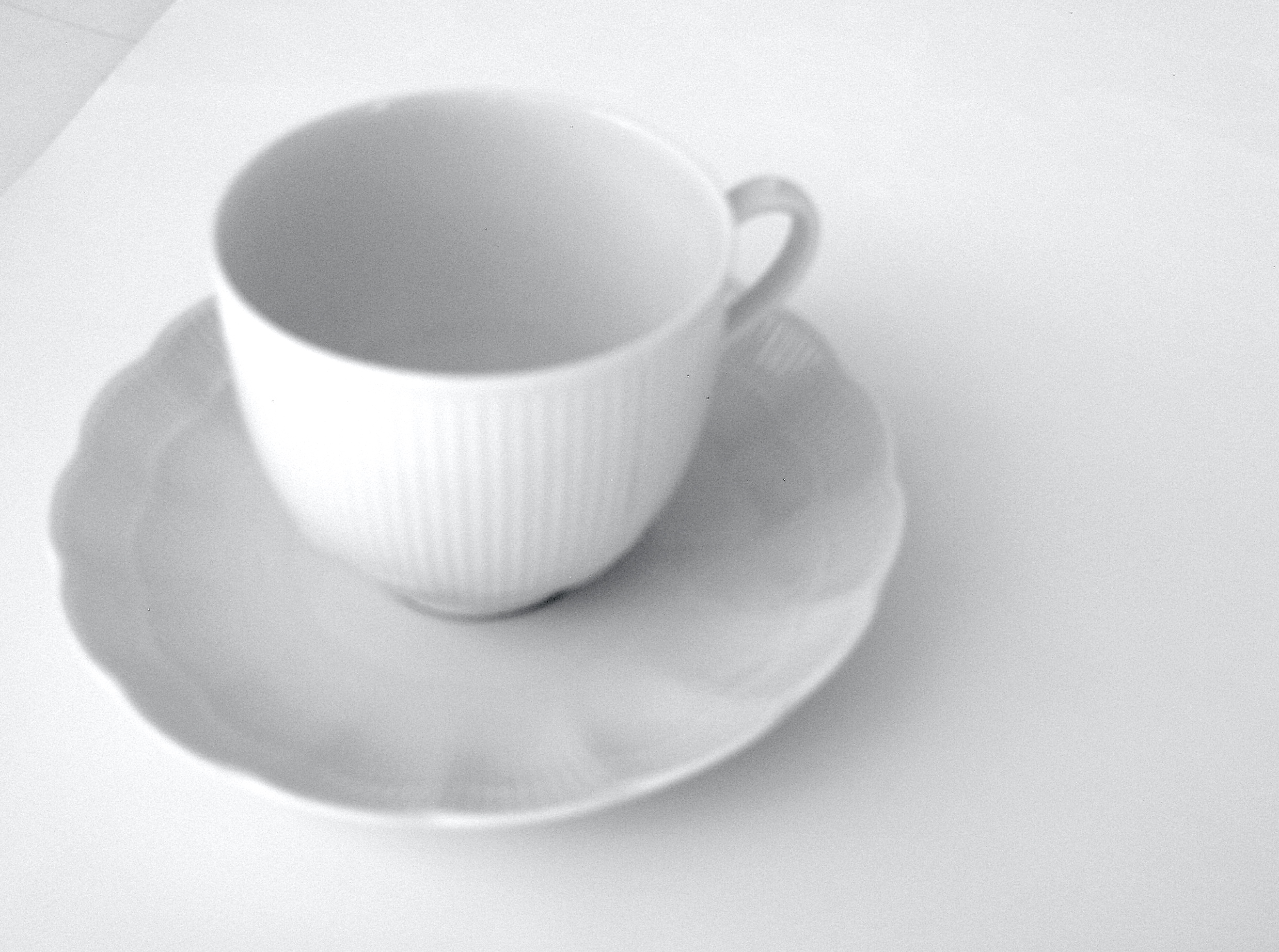
1. b) Eine ausgedehnte Lichtquelle (z. B. wolkenverhangener Himmel) erzeugt einen unscharfen Schlagschatten.
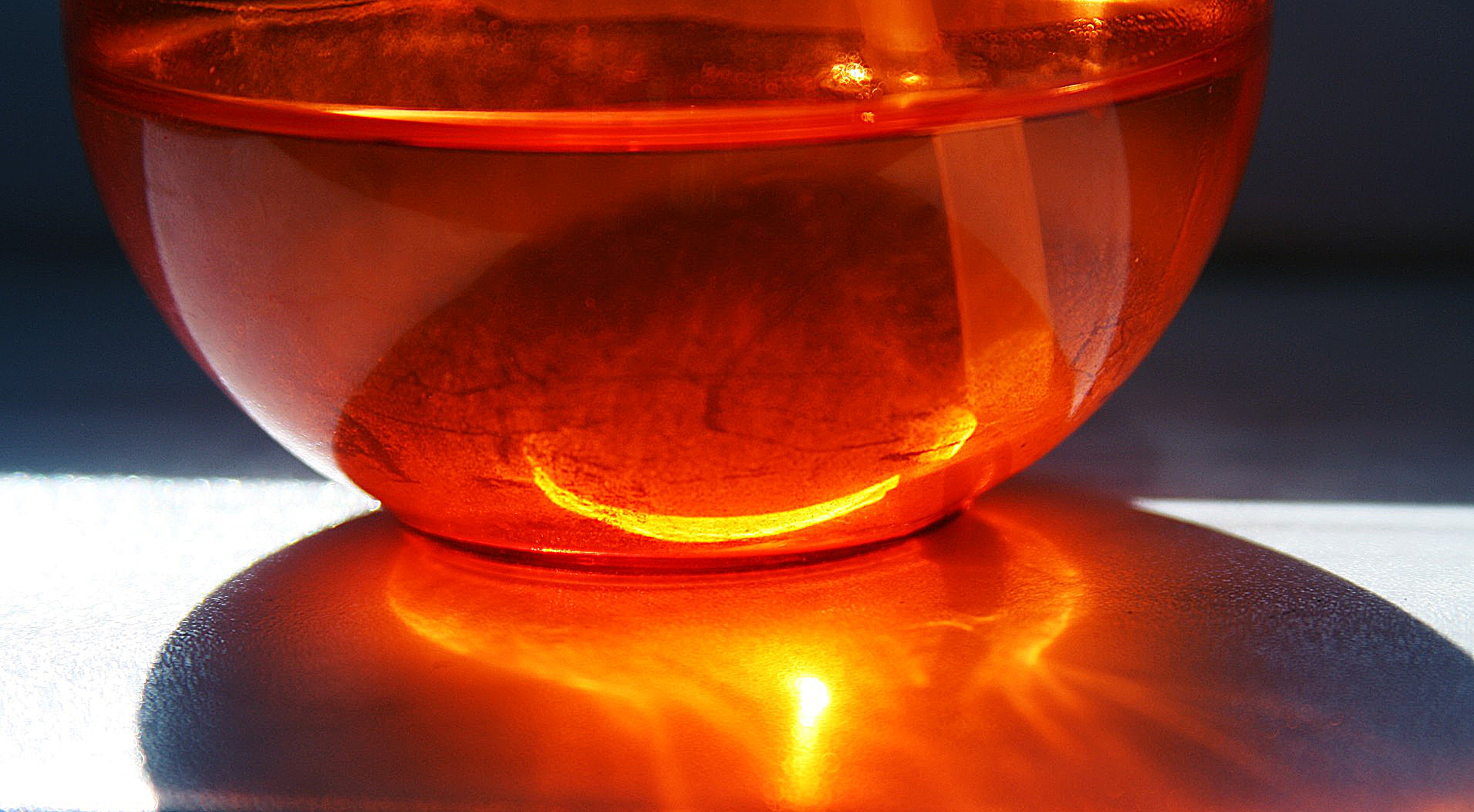
2. Ein durchsichtiger Körper erzeugt einen mehr oder weniger dunklen Körperschatten. Eine rote Glasschale erzeugt z. B. einen hellen, rot und schwarz gefärbten Schlagschatten.
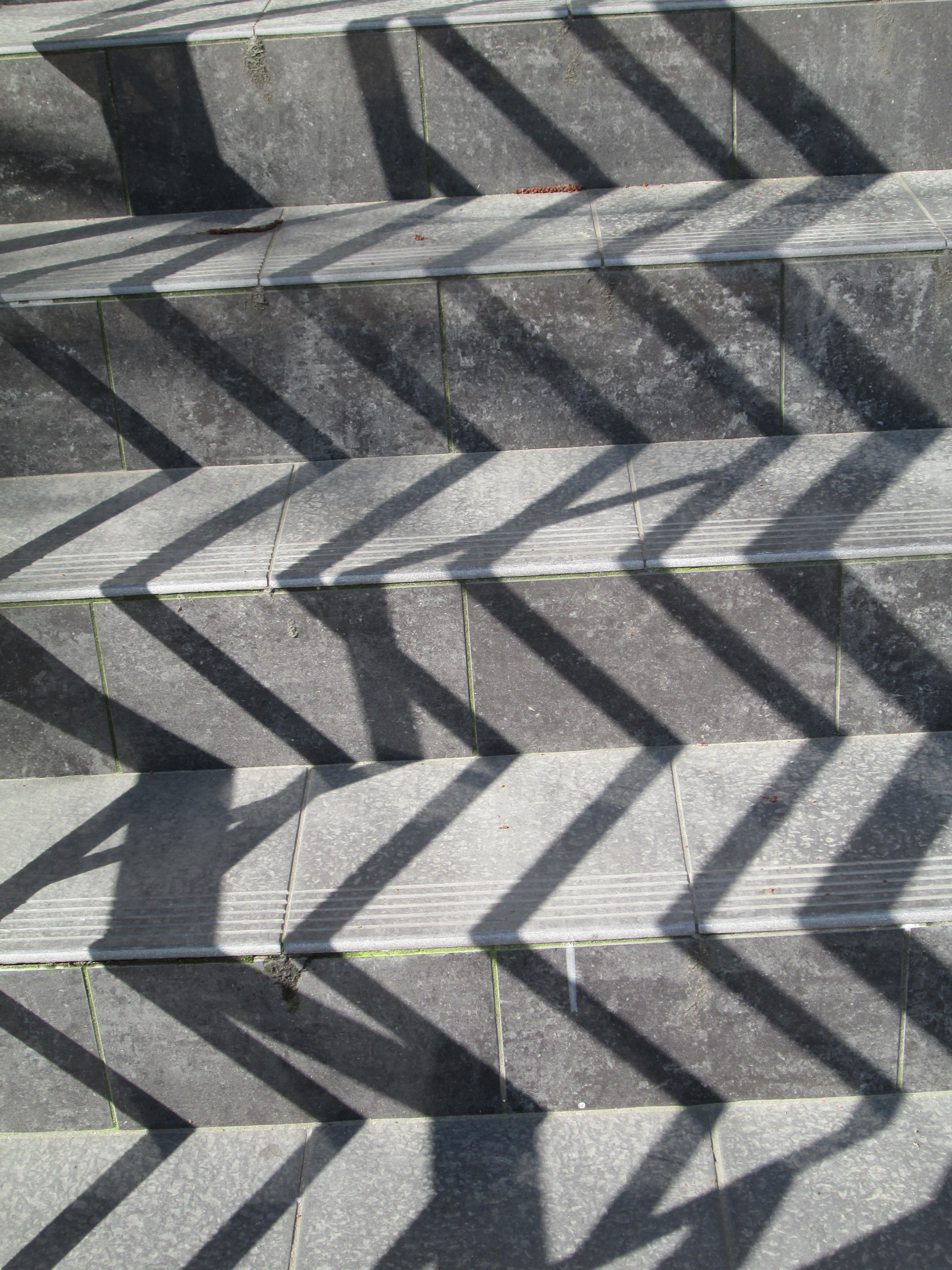
3. Der Untergrund beeinflusst das Aussehen des Schlagschattens. Das Geländer wirft ein zickzackförmiges Schattenmuster auf die Treppe.
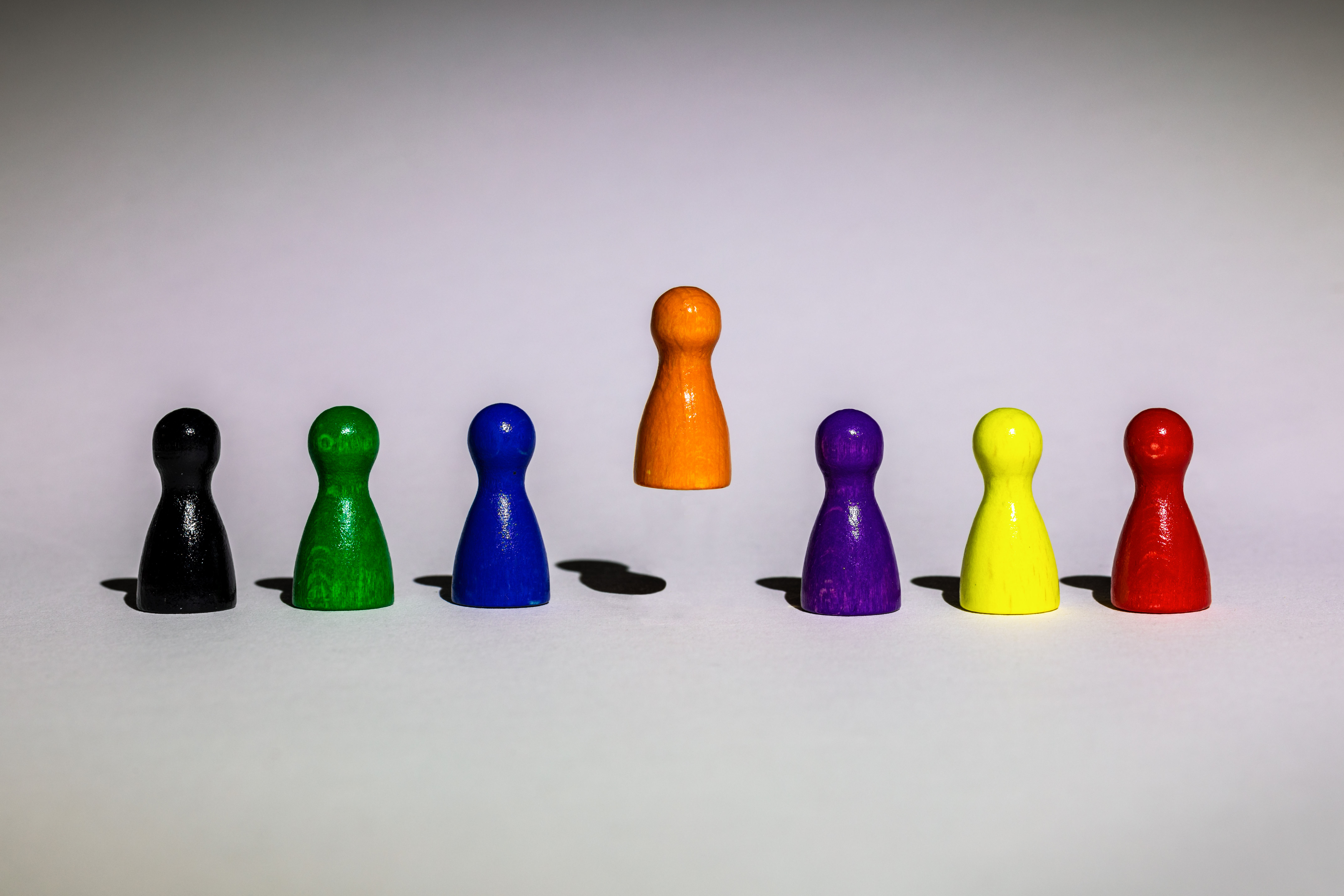
4. Der Schlagschatten verdeutlicht die Position des Körpers im Raum.  Die mittlere Spielfigur schwebt über dem Boden. Ihr Schatten ist ohne direkte Verbindung weit unter ihr auf dem Boden zu sehen.